# الصبايحية الإيطاليون
الصبايحية الإيطاليون كانوا قوات استعمارية من قوات الفرسان التابعين لمملكة إيطاليا، نشأوا في ليبيا الإيطالية بين عامي 1912 و1942 وقامت القوات الاستعمارية الإيطالية في ليبيا بأرسال أفواج من قوات سلاح الفرسان الصبايحي المجندين محليًا مباشرة بعد احتلال ليبيا. خلال الحرب الإيطالية التركية عام 1911-1912.الصبايحية الإيطالية تختلف عن الصباحية الفرنسية التي يكون دورها الرئيسي شرطة الخيالةالمكلفة بدوريات في المناطق الريفية والصحراوية

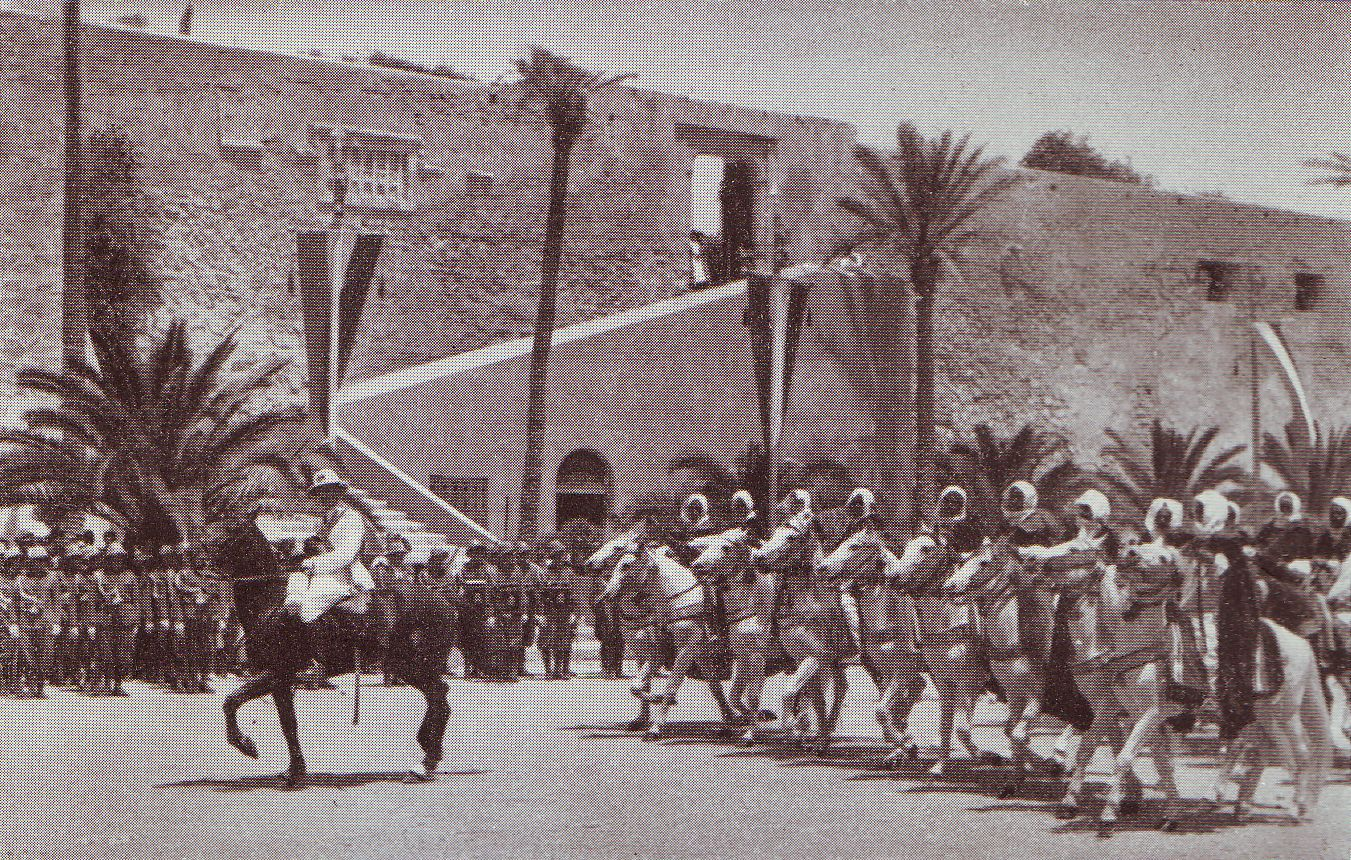
الصبايحيون في ليبيا الإيطالية في عام1930

## التاريخ
نشأ الصبايحيين في البداية كقوات قبلية غير نظامية في عام 1916-1919 لمحاربة المقاومة السنوسية، وتم نشرهم على طول الحدود التونسية في محاولة لمنع تدفق الأسلحةوبعد إعادة التنظيم في العشرينيات من القرن الماضي، شكل الصبايحيين الإيطاليين جزءًا من فيلق القوات الاستعمارية الملكية الليبية، والذي ضم قوات الصحراوية وكتائب المشاة وكتاب المدفعية وسلاح الفرسان وشهدت القوات الاستعمارية الملكية خدمة واسعة النطاق أثناء الغزو الإيطالي لمدينة طرابلس الليبية وساهمت بشكل أساسي في السيطرة الكاملة على اقليم برقة واقليم فزان التي لم تكتمل حتى عام 1932. وبعد ذلك قامو بتوزيع دوريات في المناطق الحدودية الليبية. طوال تاريخهم وتم تجنيد الصبايحيين الإيطاليين بالكامل تقريبًا من مدينة طرابلس، وتم في عام 1927-1929 جمع مفارز في اقليم برقة للقيام بدوريات على الحدود مع دولة مصر واثبتت فشلها بسبب عدم الحصول على مجندين راغبين بي الانضمام. في عام 1936 شارك الصبايحيين ووحدات ليبية أخرى في الغزو الإيطالي لدولة اثيوبيا وحصلوا على وسام الشرف الذهبي

## الحرب العالمية الثانية
اثنا دخول إيطاليا إلى الحرب العالمية الثانية كان الفيلق الملكي للقوات الاستعمارية الليبية يضم حوالي 28.000 ألف فرد وتم تجنيدهم وبما في ذلك ما يقرب من ألف صبايحي،وفي عام 1940-1941 تكبدت قوات المشاة وكتيبة المدفعية الاستعمارية خسائر فادحة خلال عملية البوصلة ديسمبر 1940 وتم حلها رسميًا في يناير 1943 بعد الانسحاب الإيطالي إلى دولة تونس، وكان دور الصبايحيين الليبيين وغيرهم من القوات التي تركب الخيول مقتصرًا على أعمال الدوريات والاستطلاع وفقًا لمتطلبات الحرب الحديثة وكانت مفارز الصباحيين تسيطر على مدينة غات ومدينة غدامس حتى الأسابيع الأولى من عام 1943

## أنظر أيضا
- ليبيا الإيطالية
- تاريخ مستعمرة ليبيا الإيطالية
- صبايحية
- الزابطية